# 棚田恵美子
棚田 恵美子（たなだ えみこ、4月3日 - ）は、日本の女性声優。オフィス薫所属。神奈川県出身。

## 略歴
勝田声優学院卒業生。

## 人物
音域はメゾソプラノ。
特技は肩もみ。趣味はカギ針編み、ビーズアクセサリー。

## 出演

### テレビアニメ
- それいけ!アンパンマン（1995年、クマ太）
- 勇者指令ダグオン（1996年、母親）
- イソップワールド（1999年、ケーキ屋、オロチ参の首）
- ∀ガンダム（1999年、少女B）
- ワイルドアームズ トワイライトヴェノム（1999年、ナオトの母）
- 釣りバカ日誌（2002年 - 2003年、鈴木円子[4]、ひろ子、コーチ）
- のらみみ2（2008年、サキの母）
- 我が家のお稲荷さま。（2008年、智美〈仲居〉）
- 信長協奏曲（2014年）

### OVA
- KEY THE METAL IDOL（1995年、信者）
- ボンバーマン 勇気をありがとう 私が耳になる（1996年）

### 吹き替え
- 愛さずにはいられない（レイニー）
- あなたに逢いたくて
- アリー my Love
- アンドロメダ（ナディア：ヴィーナス・ターゾ）
- ウィンブルドン
- エイリアン2
- Xファイル
- エディ&マーティンの逃走人生（メイ・ローズ・アバナシー〈幼年〉）
- エボリューション
- カンパニー・マン
- 刑事ナッシュブリッジス
- グレイズ・アナトミー 恋の解剖学シーズン1
- グレイズ・アナトミー3、7
- 恋するアンカーウーマンエピソード2
- コールドケース3
- ザ・スフェリックス
- ザッツ・ライフ（キャロル）
- CSI:科学捜査班
- スーパーナチュラル
- スーパーナチュラル3
- スタートレック:ディープ・スペース・ナイン（モリー）
- スノーホワイト/白雪姫 ※NHK版
- スピード（エレベータの女2）※テレビ朝日版
- スペース・クラッシュ
- セックス・アンド・ザ・シティ
- ターミネーター（ジンジャー・ヴェンチュラ）※DVD・BD版
- チェオクの剣
- 超常殺人者
- トゥー・ウィークス・ノーティス（メリル）
- 24 -TWENTY FOUR-シーズン3
- 24 -TWENTY FOUR-シーズン4
- デスペラード
- Dr. HOUSE
- バッド・ガールズ ※DVD版
- パーフェクト・ワールド ※テレビ東京版
- バンディッツ（エマ：カーチャ・リーマン）
- ビバリーヒルズ青春白書
- フェリックスとローラ
- フォロウィング
- プライベート・プラクティス4
- ぼくの神さま
- ボディ・オブ・プルーフ 死体の証言（クレア・サレルノ）
- マーシャル・ロー
- マイ・ブラザー・エディ
- マスク
- マネー・トレイン※ソフト版
- みえない雲
- ミディアム 霊能者アリソン・デュボアシーズン2
- メルローズ・プレイス（キャロル）
- ユニバーサル・ソルジャー/ザ・リターン（キティー・アンダロン）
- レプリカント（女性1）※ソフト版
- ロズウェル - 星の恋人たち
- ロストワールド
- ロボコップ
- ワイアット・アープ ※テレビ東京版
- ワイルドスピードX2